# Chelva (Rebsorte)
Die Weißweinsorte Chelva ist eine autochthone Sorte Spaniens. Ihr Anbau ist in den Regionen Kastilien-Leon, der Extremadura und Andalusien zugelassen. Sie findet dabei Eingang in den Weißweinen der D.O. Ribera del Guadiana. Ende der 1990er Jahre wurde eine bestockte Rebfläche von 10.711 Hektar erhoben. 
Neben dem Weinbau wird sie auch intensiv als Tafeltraube verwendet und ist sowohl für den lokalen Markt als auch für den Export geeignet.

## Synonyme
Die Rebsorte Chelva ist auch unter den Namen Carnal, Chelva, Chelva de Cebreros, Chelva de Guarena, Dependura, Diagalves, Diego Alves, Diog'alves, Diogalves, Eva, Fernan Fer, Forastera Blanca, Formosa, Formosa Dourada, Formosa Portalegre, Gabriela, Guarena, Mantua, Mantuo de Pilas, Montua, Montuo, Montuo de Villanueva, Montuo Gordo, Murecana, Pendura, Pendura Amarela, Raisin de Port Royal, Raisin du Roi, Uva de Puerto Real, Uva del Rey, Uva Rey, Villanueva bekannt.